# Theodore Holland
Theodore Holland (* 25. April 1878 in Wimbledon (London); † 29. Oktober 1947 in London) war ein englischer Komponist und Musikpädagoge.
Holland besuchte die Westminster School und studierte an der Royal Academy of Music in London bei Frederick Corder und an der Musikhochschule Berlin bei Joseph Joachim. Er wirkte dann als Komponist für verschiedene Theater, bevor er 1927 Professor für Harmonielehre und Komposition an der Royal Academy wurde.
Neben Opern und Schauspielmusiken komponierte Holland eine Sinfonietta, eine sinfonische Dichtung, ein Violinkonzert, kammermusikalische Werke und Lieder.

## Werke
- King Goldemar, Kinderoper, 1902
- Variations on a Swedish Air für Klavier, 1906
- Evening on the Lake, sinfonische Dichtung, 1908
- Two Shelley songs, 1908
- Songs zu Leo Falls Operette The Merry Peasant, 1909
- Four Fancies für Violine und Klavier, 1923
- Variations für Violine und Klavier, 1927
- String Quartet in C Minor, 1933
- Klaviertrio, 1935
- String Quartet in E Minor, 1938
- Suite in D für Viola und Klavier, 1938
- Toccata für Klavier, 1938
- Sonatina für Klavier, 1938
- Cortege für vier Celli, 1939
- Spring Sinfonietta, 1943
- Klaviertrio, 1943
- Preludes für Klavier, 1944
- Threnody für Cello und Orchester, 1945
- Ellingham Marshes für Viola und Orchester, UA 1946
- Autumn Voices für Violine und Klavier, 1947
- Schauspielmusik zu William Shakespeares Two Gentlemen of Verona
- Santa Claus, musikalisches Spiel, später als Suite bearbeitet
- Gavotte Pastorale für Orchester
- Violinkonzert in einem Satz
- Fireflies für Violine und Klavier
- Variations on an Original Theme für Klavier
- The Songs from Nyasaland
- A Pastoral Medley, Kantate

## Quelle
- Musicweb International - Two Academic Composers: Hugo Anson und Theodore Holland

| Personendaten    | Personendaten                          |
| ---------------- | -------------------------------------- |
| NAME             | Holland, Theodore                      |
| KURZBESCHREIBUNG | englischer Komponist und Musikpädagoge |
| GEBURTSDATUM     | 25. April 1878                         |
| GEBURTSORT       | Wimbledon (London)                     |
| STERBEDATUM      | 29. Oktober 1947                       |
| STERBEORT        | London                                 |